# Сон Су Мин
Сон Су Мин (кор. 손수민, (англ. Son Soo-Min, род. 15 октября 1991) — южнокорейская шорт-трекистка, бронзовая призёр чемпионата мира 2012 года.

## Спортивная карьера
Сон Су Мин начала кататься на коньках в начальной школе Синёнсанчо в Сеуле. Во время учебы в средней школе для девочек Сехва она была выбрана в национальную юниорскую сборною Республики Корея и участвовала в чемпионате мира среди юниоров в Больцано, где стала обладательницей бронзовой медали на 1000 м и золотой в эстафете, а в общем зачёте заняла 5-е место. В 2009 году завоевала бронзовую медаль в эстафете на юниорском чемпионате мира в Шербруке.
Она поступила в Университет Кёнхи в 2010 году, а в 2011 году была выбрана в качестве запасного игрока и участвовала в Зимней универсиаде, проходившей в Эрзуруме, но там осталась на скамье запасных.
В сезоне 2011/12 годов принимала участие на этапах Кубка мира и заняла второе место в составе эстафетной команды в Солт-Лейк-Сити. В марте 2012 года стала бронзовой призёркой в эстафете на чемпионате мира в Шанхае. В сезоне 2012/13 годов прошла смена поколении и Сон Су Мин вместе со многими атлетами покинули сборную.